# Luana Walters
Luana Walters (* 22. Juli 1912 in Los Angeles, Kalifornien, USA; † 19. Mai 1963 ebenda) war eine US-amerikanische Schauspielerin.

## Leben und Werk
Schon früh machte Douglas Fairbanks Probeaufnahmen von Luana Walters, doch zunächst wurde sie zurück zur Schule geschickt, um Theaterwissenschaft zu studieren. Zwei Jahre später erhielt sie einen Vertrag bei dem Filmproduzenten Joseph Schenck, der sie 1930 in dem Film Reaching for the Moon von Douglas Fairbanks einsetzte. Es ist allerdings nicht bekannt, in welcher Rolle, und es gibt Hinweise, dass keine Szenen mit ihr in den fertigen Film kamen.
Bereits zwei Jahre später hatte sie ihre ersten von vielen Rollen als Leading Lady in einem B-Western. Darunter waren Auftritte neben den B-Westernstars Tim McCoy (End of the Trail und Aces and Eights), Rex Bell (Fighting Texans), Tom Keene (Under Strange Flags), Gene Autry (Mexicali Rose), Charles Starrett (The Durango Kid, Lawless Plainsmen und Bad Men of the Hills), Don Barry (The Tulsa Kid) und Wild Bill Elliott (Across the Sierras), wie auch in den ersten beiden Folgen der Filmserie The Range Busters. Zudem hatte sie Hauptrollen in zwei Filmen über Rin Tin Tin (Mein Freund Rinty und Fangs of the Wild), aber auch in anderen Genres, wobei die Filme Assassin of Youth und The Corpse Vanishes (neben Bela Lugosi) hervorzuheben sind. Sie war auch in den Serials Shadow of Chinatown, Drums of Fu Manchu und Captain Midnight in wesentlichen Rollen zu sehen, sowie als Lara, die Mutter Supermans, in Superman, das in Deutschland zu den zwei Filmen Im Netz der Schwarzen Spinne und Tod der Schwarzen Spinne umgeschnitten wurde. Für A-Movies wurde sie dagegen nur selten verpflichtet, wie in Die lustige Witwe, Broadway-Melodie 1936, Ein Stern geht auf oder Algiers. In diesen Filmen war sie ausnahmslos uncredited.
Neben ihrer Filmkarriere trat sie auch am Theater auf, so zum Beispiel 1935 am Pasadena Playhouse oder 1945 an der Columbia University.
Luana Walters starb 1963 an Fettleber aufgrund jahrelangen Alkoholmissbrauchs. Sie war bis 1945 (seinem Tod) mit dem Broadwayschauspieler Max Hoffman Jr. verheiratet, einem Sohn der Tänzerin Gertrude Hoffman.

## Filmografie (Auswahl)
- 1930: Reaching for the Moon
- 1932: Zwei Sekunden (Two Seconds)
- 1932: Miss Pinkerton
- 1932: End of the Trail
- 1933: Fighting Texans
- 1934: Die lustige Witwe (The Merry Widow)
- 1934: The Third Sex
- 1935: Broadway-Melodie 1936 (Broadway Melody of 1936)
- 1936: The Speed Reporter
- 1936: Aces and Eights
- 1936: Suzy
- 1936: Ride ’Em Cowboy
- 1936: Shadow of Chinatown (Serial)
- 1937: Under Strange Flags
- 1937: Ein Stern geht auf (A Star Is Born)
- 1937: Schiffbruch der Seelen (Souls at Sea)
- 1937: Assassin of Youth
- 1938: Der Freibeuter von Louisiana (The Buccaneer)
- 1938: Algiers
- 1938: Where the West Begins
- 1938: Marie-Antoinette (Marie Antoinette)
- 1938: Thanks for the Memory
- 1939: Paris Honeymoon
- 1939: Mexicali Rose
- 1939: Mein Freund Rinty (Law of the Wolf)
- 1939: Fangs of the Wild
- 1939: Zauberer der Liebe (Eternally Yours)
- 1940: Drums of Fu Manchu (Serial)
- 1940: The Return of Wild Bill
- 1940: The Durango Kid
- 1940: The Tulsa Kid
- 1940: Die Range Busters – Elmer, der lustige Cowboy (The Range Busters)
- 1940: Blondie Plays Cupid
- 1940: Misbehaving Husbands
- 1941: The Kid’s Last Ride
- 1941: Across the Sierras
- 1941: Arizona Bound
- 1941: No Greater Sin
- 1942: The Lone Star Vigilantes
- 1942: Captain Midnight (Serial)
- 1942: Lawless Plainsmen
- 1942: The Corpse Vanishes
- 1942: Inside the Law
- 1942: Down Texas Way
- 1942: Thundering Hoofs
- 1942: Bad Men of the Hills
- 1947: Shoot to Kill
- 1948: Superman (Serial)
- 1949: Panik um King Kong (Mighty Joe Young)
- 1956: Kampf der Hyänen (Girls in Prison)